# Titanebo macyi
Titanebo macyi là một loài nhện trong họ Philodromidae.
Loài này thuộc chi Titanebo. Titanebo macyi được Willis J. Gertsch miêu tả năm 1933.